# Sebastokrator
Sebastokrator (grč. σεβαστοκράτωρ, sebastokrátor), jedan od najviših bizantskih dvorskih naslova. Naslov je nastao kao spojenica dviju grčkih riječi - sebast (σεβαστός) i krator ("vladar"), a stvorio ga je 1081. godine bizantski car Aleksije I. Komnen (1081. – 1118.) za starijeg brata Izaka.
Nositelj naslova sebastrokatora bio je u hijerarhiji iznad naslova cezara, a ispod cara i careva suvladara. Nakon što je 1163. godine uveden naslov despota, naslov sebastokratora je pao na treće mjesto. Isprva su tim naslovom bili počašćeni samo careva braća i sinovi, a potom i rođaci i zetovi, da bi od sredine 13. stoljeća i drugi dostojanstvenici mogli dobiti taj naslov. Stoljeće kasnije naslov je izgubio svoje značenje.